# Albatros D.IV
El Albatros D.IV fue un único prototipo de aeronave de caza alemana experimental construida y probada durante la Primera Guerra Mundial. El avión fue diseñado para probar una versión con engranajes del motor Mercedes D.III de 160 hp. A diferencia de la versión sin engranajes. El motor con engranajes se encontraba completamente encerrado por el fuselaje. La estructura aérea combinaba básicamente la conformación en celdas del ala del D.II con el fuselaje del D.V conjuntamente con alteraciones menores de balance del timón y el estabilizador horizontal. Tres unidades fueron solicitadas en noviembre de 1916. De acuerdo al libro The Complete Book of Fighters (1994) solo una llegó a ser probada en vuelo. La aeronave fue probada con distintos tipos de hélices, pero la excesiva vibración ocasionada no fue solucionada por los ingenieros y por lo tanto, no se construyeron más unidades.

## Operadores
- Imperio Alemán: Luftstreitkräfte

## Especificaciones (Albatros D.IV)

### Características generales
- Tripulación: 1
- Longitud: 7,33 m
- Envergadura: 9,04 m
- Altura: 2,6 m (8,5 ft)
- Superficie alar: 20,5 m²
- Planta motriz: 1×  Mercedes D.III.
  - Potencia: 118 kW (158 HP; 160 CV)

### Rendimiento
- Velocidad máxima operativa (Vno): 164 km/h (102 MPH; 89 kt)
- Alcance: 2,2 horas

### Aeronaves comparables
Nieuport 17